# Mycterodus johannesi
Mycterodus johannesi är en insektsart som beskrevs av Vladimir M. Gnezdilov och Drosopoulos 2004. Mycterodus johannesi ingår i släktet Mycterodus och familjen sköldstritar.
Artens utbredningsområde är Grekland. Inga underarter finns listade i Catalogue of Life.